# Tiếng Sunda cổ
Tiếng Sunda cổ (Chữ viết Sunda: ᮘᮞ ᮞᮥᮔ᮪ᮓ ᮘᮥᮠᮥᮔ᮪, Chữ viết Sunda cũ: , Chữ viết Buda: , Bảng chữ cái Sunda: Basa Sunda Buhun) là ngôn ngữ lịch sử của tiếng Sunda từng được sử dụng ở phía tây của Java. Bằng chứng được ghi lại trong các bia ký từ khoảng thế kỷ 14 và các bản thảo cổ lontar từ thế kỷ 15 đến thế kỷ 17. Ngôn ngữ này ngày nay không còn được sử dụng, nhưng vẫn có liên kết chặt chẽ với tiếng Sunda hiện đại.

## Bằng chứng bằng văn bản
Việc sử dụng tiếng Sunda cổ đại, trong số những người khác, được ghi lại trong các bản khắc làm bằng đá tự nhiên như Bản khắc Kawali ở Ciamis, và Bản khắc Batutulis ở Bogor, cũng như trong các bản khắc bằng đồng như Bản khắc Kabantenan từ khu vực Bekasi. Các di tích khác ghi lại việc sử dụng ngôn ngữ Sunda Cổ là các bản viết tay lontar và gebang từ các khu vực Bandung, Garut và Bogor. Các bản thảo hiện được lưu trữ trong một số viện, bao gồm Kabuyutan Ciburuy ở Bayongbong, Garut, Bảo tàng Sri Baduga ở Bandung, Thư viện Quốc gia Indonesia ở Jakarta và Thư viện Bodleian ở Luân Đôn.

## Nét đặc trưng

### Từ vựng
Từ vựng được sử dụng trong tiếng Sunda cổ đại vẫn được nhận ra được trong tiếng Sunda hiện đại, cả hai đều có cùng ý nghĩa hoặc trải qua những thay đổi về nghĩa. Việc sử dụng tiếng Phạn được điều chỉnh theo cách phát âm hoặc cách viết của tiếng Sunda cổ đại pha trộn khá rõ ràng. Điều này là do các sắc thái của việc sử dụng ngôn ngữ Sunda cổ đại trong các văn bản tôn giáo của Ấn Độ giáo và Phật giáo. Trong một số phần, từ vựng giống nhau thường được tìm thấy, thậm chí được kết hợp với các câu bằng tiếng Java Cổ. Trong một phần khác, việc sử dụng từ vựng tiếng Mã Lai cổ và tiếng Ả Rập cũng được tìm thấy. Một số nhà nghiên cứu về các văn bản tiếng Sunda cổ đại đã liệt kê từ vựng tiếng Sunda cổ đại vào một từ điển song ngữ (tiếng Sunda cổ-Indonesia).

### Hình thái học
Hình thái cấu tạo từ thường có thể được nhận ra trong tiếng Sunda hiện đại với một vài ngoại lệ, ví dụ như việc sử dụng tiền tố a- trong từ awurung. Hậu tố cuối cùng -keun có chức năng ngữ pháp tương tự như -aken trong tiếng Java cổ. Trong khi đó, việc sử dụng các tiếp tố -in- và -um- trong các từ ginawé (từ cơ bản gawé; 'làm xong') và gumanti (từ cơ bản ganti: 'thay thế') giống như trong tiếng Java cổ, ngoài việc sử dụng phần chèn -ar- có nghĩa là số nhiều, ví dụ như trong từ karolot (từ gốc là kolot; 'người già').

### Cú pháp
Ở cấp độ cú pháp, nhìn chung hình thức câu trong tiếng Sunda cổ vẫn có những nét tương đồng với tiếng Sunda hiện đại. Một trong những đặc điểm của tiếng Sunda cổ đại có thể phân biệt với cấu trúc của tiếng Sunda hiện đại là việc sử dụng mẫu vị ngữ-chủ ngữ trong các cấu trúc câu tiếng Sunda cổ đại với một vị ngữ khá nhất quán ở dạng động từ và chủ ngữ trong câu dưới hình thức của một danh từ. Một tính năng đặc trưng khác là việc sử dụng tiểu từ ma có thể hoạt động như một sự củng cố cho cụm từ hoặc mệnh đề trước đó. Trong cấu tạo câu, tiểu từ ma có chức năng như một dấu hiệu phân tách các mệnh đề và dùng để giới thiệu thông tin mới.

## Ví dụ sử dụng

### Dòng chữ

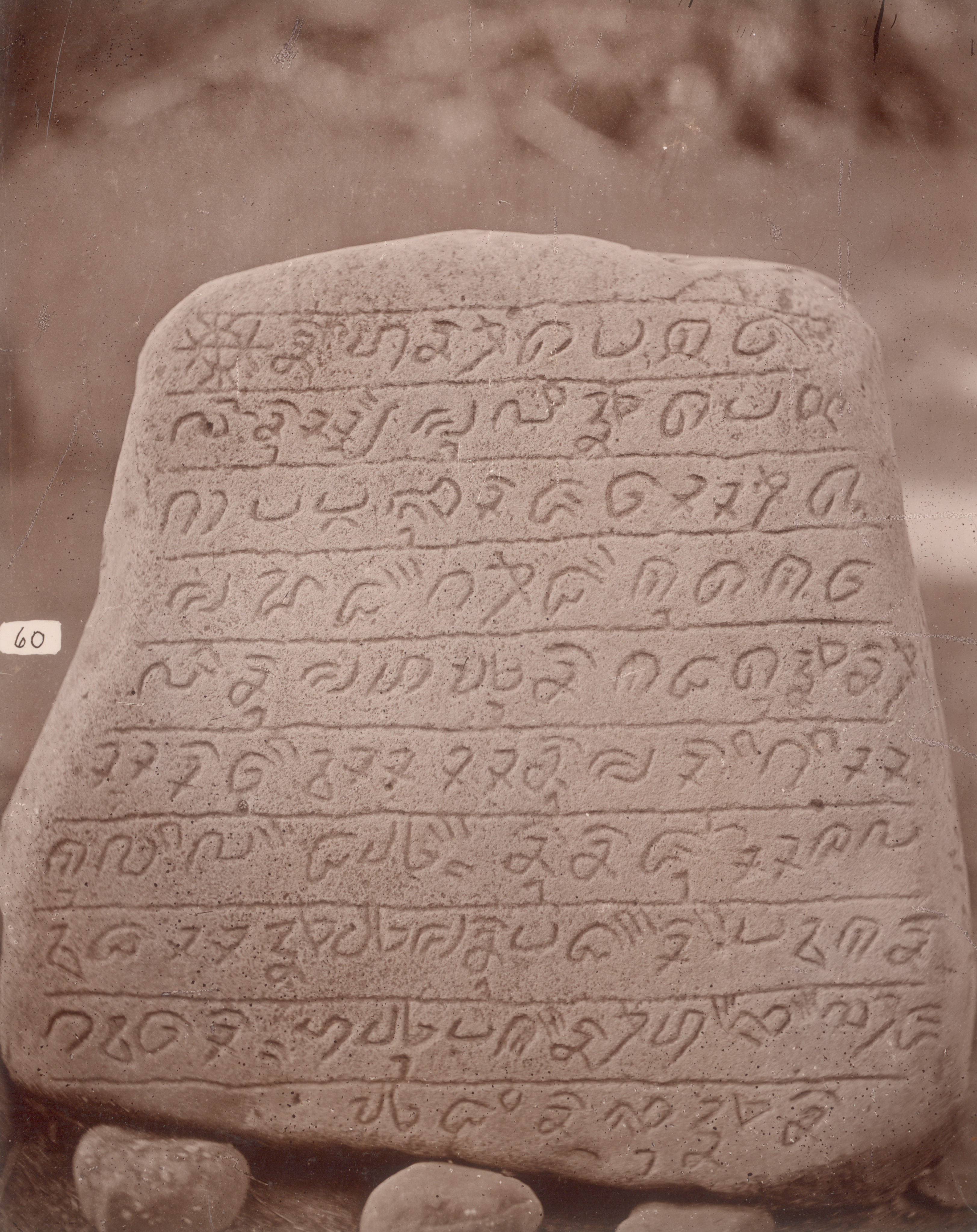
Dòng chữ Kawali I ở khu vực kabuyutan của Astana Gede, Kawali

Sau đây là một ví dụ về việc sử dụng ngôn ngữ Sunda cổ đại được ghi lại trong Bản khắc Kawali. Chuyển ngữ ngoại giao do các nhà khảo cổ Hasan Jafar & Titi Surti Nastiti thực hiện 
"nihan tapak walar nu sang hyang mulia tapa(k) inya parĕbu raja wastu mangadĕg di kuta kawali nu mahayu na kadatuan surawisesa nu marigi sakuliling dayĕh nu najur sakala desa aya ma nu pa(n)deuri pakĕna gawe rahayu pakĕn hĕbĕl jaya dina buana"
Dịch:
"Đây là dấu vết (bước đi) của Kawali (từ) vua wastu của anh ấy. thịnh vượng toàn bộ vương quốc. Đối với những người sẽ đến, hãy áp dụng sự cứu rỗi làm nền tảng của sự chiến thắng trong cuộc sống trên thế giới.''

### Bản thảo cổ
Tiếng Sunda cổ đại được sử dụng trong các bản thảo lontar và gebang có thể được phân biệt dựa trên hình thức của văn bản, cụ thể là thơ và văn xuôi.

#### Thơ

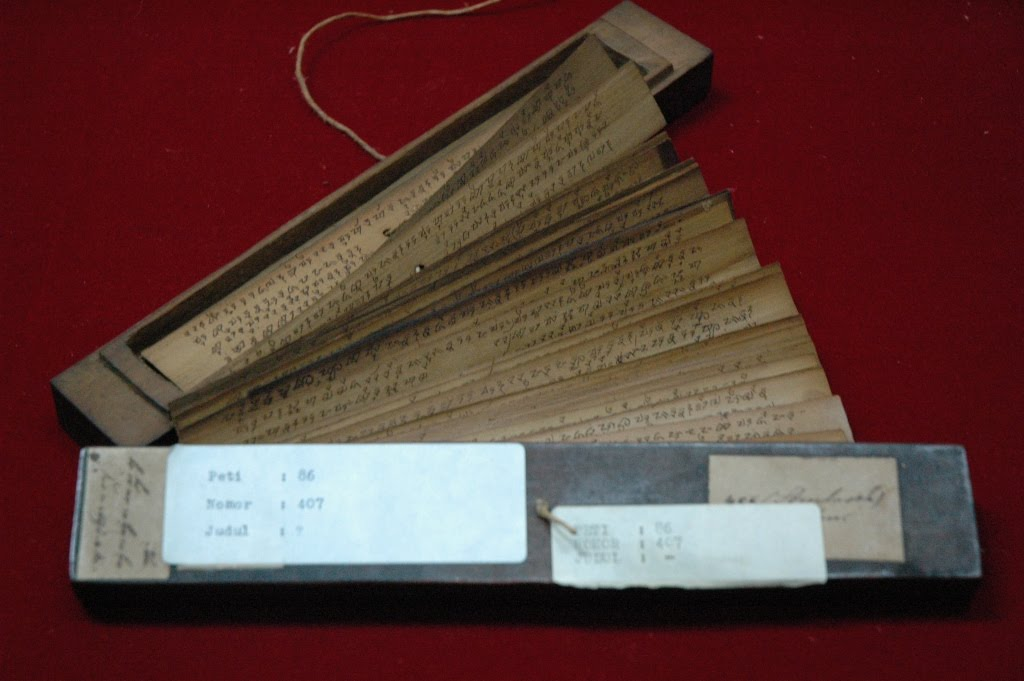
Bản thảo của giấy cói Kawih Pangeuyeukan từ bộ sưu tập của Thư viện Quốc gia Indonesia chứa văn bản bằng tiếng Sunda Cổ.

Một số bản viết tay tiếng Sunda cổ đại chứa các văn bản dưới dạng thơ bao gồm: Sewaka Darma, Carita Purnawijaya, Bujangga Manik, Sri Ajnyana, Kawih Pangeuyeukan và Sanghyang Swawarcinta. Tiếng Sunda cổ viết dưới dạng thơ thường sử dụng mẫu tám âm tiết, mặc dù trong một số bản viết tay, quy tắc này không quá nghiêm ngặt. không quá khắt khe.
Văn bản Pendakian Sri Ajnyana:
"Sakit geui ngareungeuheun
cicing hanteu dék matingtim,
usma ku raga sarira.
Béngkéng upapen rasana,
dosa a(ng)geus kanyahoan,
ngeureuy teuing gawé hala,
hanteu burung katalayahan,
Ja kini teuing rasana,
Kasasar jadi manusa.
Saurna Sri Ajnyana:
'Adiing, ambet ka dini.
Mulah ceurik nangtung dinya.
Dini di lahunan aing.
Tuluy dirawu dipangku"

#### Văn xuôi

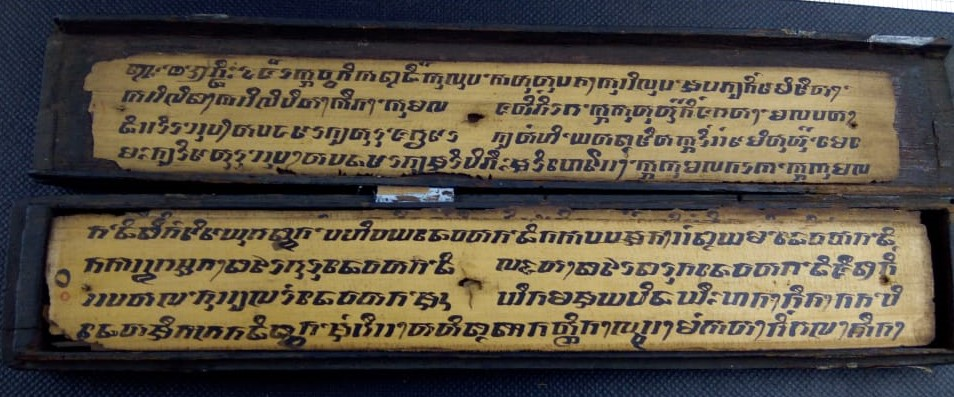
Bản thảo Gebang bằng tiếng Sunda cổ Bộ sưu tập Sanghyang Raga Dewata của Bảo tàng Sribaduga, Bandung.

Các văn bản có chứa tiếng Sunda trong văn xuôi bao gồm Sanghyang Siksa Kandang Karesian, Amanat Galunggung, Sanghyang Sasana Maha Guru, và Sanghyang Raga Dewata. Sau đây là ví dụ về các câu được sử dụng trong Amanat Galunggung.
"Awignam astu. Nihan tembey sakakala Rahyang Ba/n/nga, masa sya nyusuk na Pakwan makangaran Rahyangta Wuwus, maka manak Maharaja Dewata, Maharaja Dewata maka manak Baduga Sanghyang, Baduga Sanghyang maka manak Prebu Sanghyang, Prebu Sanghyang maka manak Sa(ng) Lumahing rana, Sang Lumahing Rana maka manak Sa(ng) Lumahing Winduraja, Sa(ng) Lumahing Winduraja maka manak Sa(ng) Lumahing Tasikpa(n)jang, Sang Lumahing Tasik pa(n)jang (maka manak) Sa(ng) Lumahing Hujung Kembang, Sa(ng) Lumahing Hujung Kembang maka manak Rakeyan Darmasiksa."